# Peperomia cordigera
Peperomia cordigera é uma espécie de  planta do gênero Peperomia e da família Piperaceae.

## Taxonomia
A espécie foi descrita em 1900 por Gustav Adolf Hugo Dahlstedt.
São conhecidas as seguintes subspécies de Peperomia cordigera Dahlst.:
- Peperomia cordigera Dahlst. var. cordigera
- Peperomia cordigera Dahlst. var. pililamina

## Forma de vida
É uma espécie rupícola e herbácea.

## Conservação
A espécie faz parte da Lista Vermelha das espécies ameaçadas do estado do Espírito Santo, no sudeste do Brasil. A lista foi publicada em 13 de junho de 2005 por intermédio do decreto estadual nº 1.499-R.

## Distribuição
A espécie é endêmica do Brasil e encontrada nos estados brasileiros de Espírito Santo, Minas Gerais, Paraná e Rio de Janeiro. 
A espécie é encontrada no domínio fitogeográfico de Mata Atlântica, em regiões com vegetação de floresta ombrófila pluvial.